# Renko

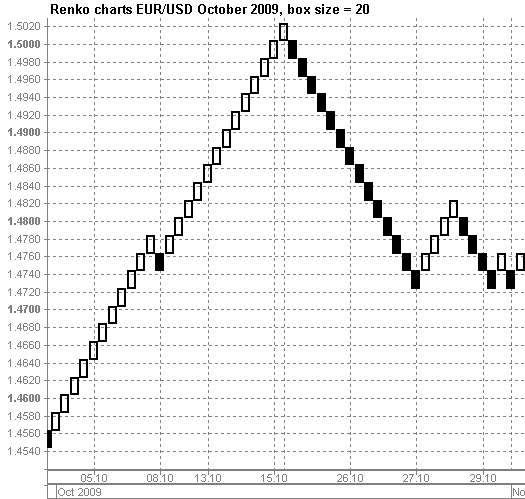
Exemplo de um gráfico renko. No eixo horizontal o tempo, e no vertical uma variável com variação de 20 em 20 unidades

Renko é um tipo de gráfico usado no mercado financeiro para indicar variações de preço desconsiderando tempo e volume de negociação. O nome do gráfico deriva da palavra em japonês para "tijolo", dado a semelhança visual com os elementos do gráfico - barras de tamanho fixo.

## Definição
Um gráfico renko indica variação mínima no valor de uma variável - por exemplo o preço de um ativo financeiro - ao longo do tempo. O gráfico avança no tempo apenas quando o valor sendo considerado (p.e. o preço) varia uma determinada quantidade mínima. Por exemplo, em um gráfico renko que considera uma variação de R$1 no preço de um ativo, um novo "tijolo" é desenhado apenas quando essa variação ocorre, para cima ou para baixo - independente de quanto tempo levou para a variação ocorrer e do volume que foi negociado. Dessa forma, se plotado com o tempo no eixo horizontal e a variação de preço no eixo vertical, todos os "tijolos" tem a mesma altura (mesma variação de preço), e o espaçamento entre eles, apesar de ser visualmente o mesmo, representa quantidades variáveis de tempo.

## Usos
As características dos gráficos renko fazem com que ele seja considerado como um filtro de ruídos. Como não considera variáveis de tempo e volume, o renko é usado como um gráfico para indicar ao investidor o momento de entrada na negociação de forma simples e com leitura fácil - isto é, considerando apenas o preço atual em relação com as faixas anteriores (os tijolos anteriores). O gráfico é usado como um indicador de tendências, uma vez que para um novo tijolo ser acrescido é preciso que as variações no preço sejam todas no mesmo sentido.